# China (handebolista)
Winglitton Rocha Barros, conhecido como China, (São Luís, 22 de junho de 1974) é handebolista brasileiro.

## Trajetória desportiva
Começou a jogar handebol com 10 anos sob a orientação do técnico Winston, no colégio Santa Teresa. Seu desempenho lhe valeu uma bolsa de estudos na Escola Santa Teresa.
Em 1991 transferiu-se para o Handebol Chapecó, em Santa Catarina, a convite do técnico Luís Celso Giacomini. Passou ainda pelas equipes do Caçador, Concórdia, Metodista/São Bernardo, Handebol São Caetano (1998), Moto Clube de São Luís e, a partir de 1999, defendeu o Vasco da Gama.
Chegou à seleção brasileira adulta em 1994. Em 95 conquistou a medalha de prata nos Jogos Pan-Americanos de Mar del Plata. No ano seguinte participou dos Jogos Olímpicos de Atlanta.
Transferiu-se para o handebol italiano por duas temporadas, e ajudou a equipe de GAETA, a cerca de 140 km de Roma, a subir da 2ª para a 1ª divisão, sendo um dos artilheiros da competição.
Em 2006 retornou ao Brasil para atuar pelo Esporte Clube Pinheiros, clube da capital paulista, conquistando todos os títulos dos campeonatos disputados.
Aposentou-se da seleção brasileira em 2004, às vésperas de disputar sua segunda olimpíada, em Atenas, por lesão no ombro direito. Em 2007 aposentou-se das quadras.

### Artilharia
- Artilheiro da seleção brasileira no pan-americano em 2003
- Artilheiro da seleção brasileira no sul-americano em 2000
- Artilheiro e melhor jogador da Liga Nacional de Handebol em 1999, 2000 e 2001
- Artilheiro e melhor jogador do campeonato brasileiro em 1997 e 1998
- Artilheiro do campeonato carioca em 2000 e 2001

### Títulos
- Campeão pan-americano em 2003
- Vice-campeão pan-americano em 1995
- Vice-campeão pan-americano júnior em 1993, pela seleção
- Vice-campeão pan-americano em 1994, pela seleção
- Campeão sul-americano em 2000
- Bicampeão brasileiro de 1992 e 1993, pelo Chapecó
- Bicampeão da Copa do Brasil de 1992 e 1993, pelo Chapecó
- Campeão brasileiro de 2005 pela Metodista
- Campeão da Copa do Brasil de 2005, pela Metodista
- Campeão da Liga Nacional de 2003, pelo São Caetano
- Campeão da Copa do Brasil de 2006, pelo Esporte Clube Pinheiros
- Campeão da Liga Nacional de 2007, pelo Esporte Clube Pinheiros
- Pentacampeão maranhense, pelo Moto Clube
- Bicampeão carioca, pelo Vasco
- Bicampeão catarinense
- Campeão gaúcho

## Trajetória fora das quadras
Em 2009 formou-se em jornalismo pela Universidade Paulista, e fez pós-graduação em gestão pública pela Fundação Getulio Vargas em São Paulo.
Em 2011 foi nomeado secretário-adjunto de projetos especiais da Secretaria de Estado do Esporte e Lazer do Maranhão. Coordenou, junto com a Federação Maranhense de Handebol, o Campeonato Brasileiro de Handebol da primeira divisão realizado em São Luís, no mês de setembro de 2011. Idealizou e coordenou o Evento Verão Litorânea, a Estação dos Esportes, evento realizado aos finais de semana do mês de julho na orla de São Luís, capital do Maranhão.
Coordenou a campanha do deputado estadual mais votado do Maranhão em 2010 e, em 2012, exercendo a função de coordenador geral, ajudou a eleger a prefeita de Coroatá. Exerceu  por três anos a chefia da Casa Civil da cidade de Coroatá.
Em 2016, China candidatou-se a vereador na cidade de São Luís pelo Partido Social Liberal (PSL); obteve 726 e ficou como suplente.